# Sārān (ort i Iran)
Sārān (persiska: سارالان, ساران, Sārālān) är en ort i Iran.   Den ligger i provinsen Västazarbaijan, i den nordvästra delen av landet, 600 km väster om huvudstaden Teheran. Sārān ligger 1 305 meter över havet och antalet invånare är 319.
Terrängen runt Sārān är kuperad åt sydväst, men åt nordost är den platt. Runt Sārān är det ganska tätbefolkat, med 185 invånare per kvadratkilometer. Närmaste större samhälle är Urmia, 14,2 km nordväst om Sārān. Trakten runt Sārān består till största delen av jordbruksmark.